# Dendranthema mongolicum
Dendranthema mongolicum là một loài thực vật có hoa trong họ Cúc. Loài này được (Ling) Tzvelev mô tả khoa học đầu tiên năm 1961.